# Gezina Suzanna Frederika du Plessis

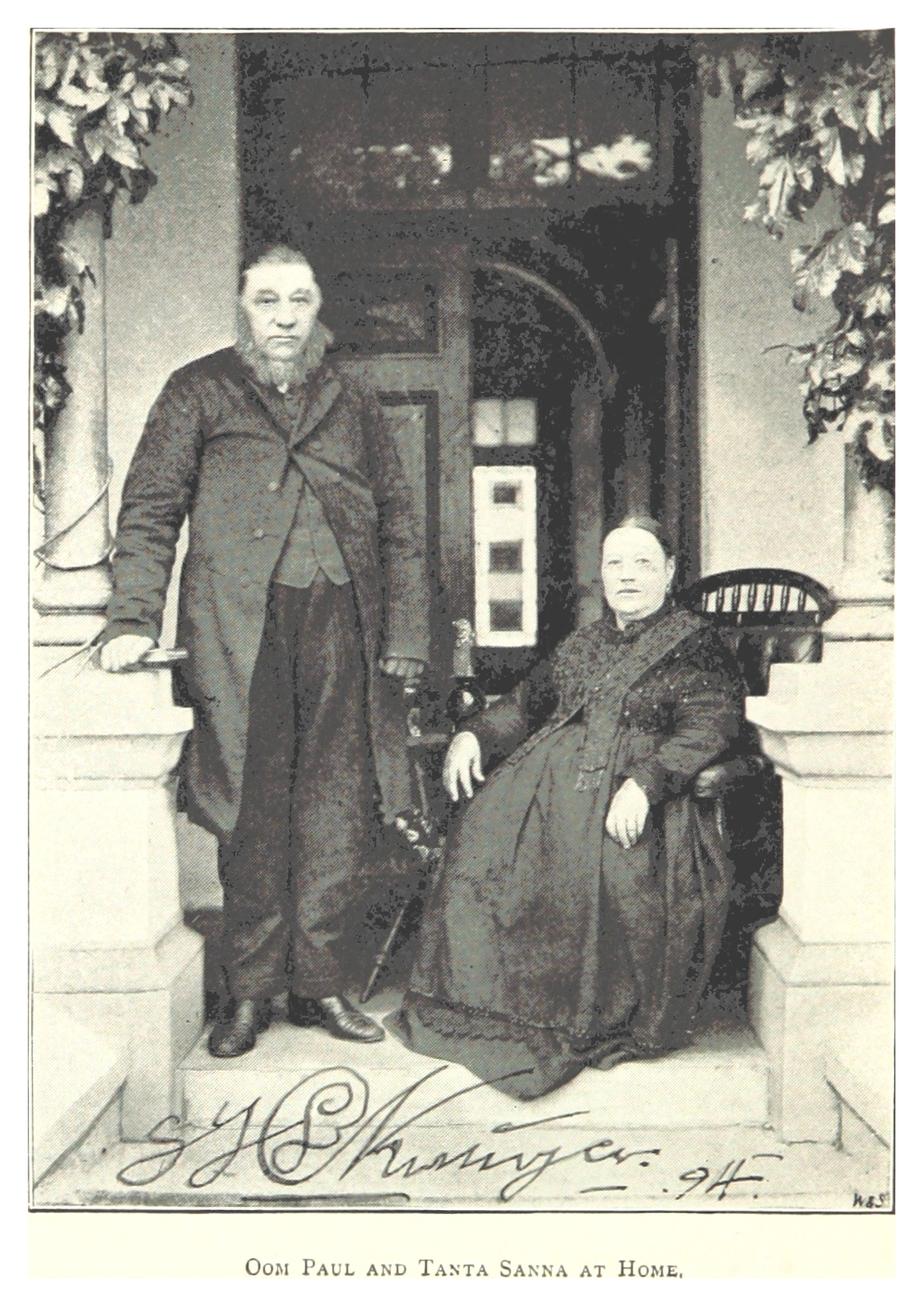
Małżeństwo w 1896

Gezina Suzanna Frederika du Plessis (ur. 5 maja 1831 w Burgersdorpie, zm. 20 lipca 1901 w Pretorii) – druga żona burskiego polityka Paulusa Krugera.
Urodziła się w Burgersdorp. Była kuzynką pierwszej żony Krugera, Marii du Plessis. Poślubiła burskiego polityka w 1847. Urodziła szesnaścioro dzieci – 9 synów i 7 córek. Cieszyła się znaczną popularnością – nazywano ją ciocią Sannie. Zmarła w Pretorii.